# Taramakau (fleuve)
Le fleuve Taramakau (anglais : Taramakau River) est située dans le nord-ouest de l’Île du Sud de la Nouvelle-Zélande dans la région de la West Coast, dans le District de Westland, et a son embouchure dans la Mer de Tasman.  

## Géographie
Elle prend naissance dans les Alpes du Sud, à 80 kilomètres à l’est de la ville d'Hokitika, et immédiatement en dessous du col de «Harper's Pass», et court vers l’ouest sur 75 kilomètres,pour se jeter dans la Mer de Tasman à 15 kilomètres au sud de la ville de Greymouth.

## Affluents
Plusieurs petites rivières sont des affluents de la rivière Taramakau, mais la seule qui est notable, est la rivière Otira  (rg), dont la vallée forme l’approche par l’ouest du col d’Arthur's Pass.